# Krypta verdienter Polen auf dem Skałkahügel

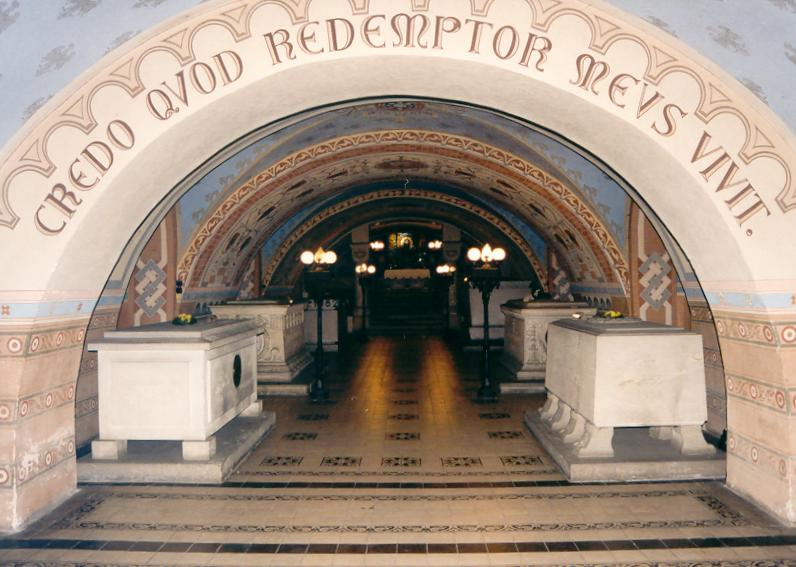
Krypta verdienter Polen auf dem Skałkahügel

Die Krypta verdienter Polen auf dem Skałkahügel (poln. Krypta Zasłużonych na Skałcie, Panteon Zasłużonych, Groby Zasłużonych Polaków, Sepulcrum Patriae, auch als Friedhof bedeutender Polen bekannt) ist eine Krypta, die sich im Kellergeschoss der Krakauer St. Michaels- und Stanisławkirche auf dem Skałkahügel befindet. Sie wurde 1880 errichtet infolge des Bauprojektes von Józef Łepkowski von 1876. Der Eingangsbogen trägt die lateinische Inschrift: Credo, quod Redemptor meus vivit („Ich glaube, dass mein Erlöser lebt“).

## Bestattungen
| Jahr der Bestattung | Person                              | Bemerkungen | Gräber |
| ------------------- | ----------------------------------- | --- | ------ |
| 1880                | Jan Długosz (1415–1480)             | Chroniker und Historiker, Autor eines der herausragendsten Werke der europäischen Historiografie des Mittelalters. Auf dem Skałkahügel zum 400. Todestag bestattet. |        |
| 1881                | Wincenty Pol (1807–1872)            | Dichter, Schriftsteller, Geograph, Teilnehmer des Novemberaufstands. |        |
| 1881                | Lucjan Siemieński (1807–1877)       | Dichter, Schriftsteller, Literaturkritiker und Übersetzer, Teilnehmer des Novemberaufstands. Die sterblichen Überreste stammen vom Friedhof Rakowicki. |        |
| 1887                | Józef Ignacy Kraszewski (1812–1887) | Dichter, Schriftsteller, Publizist, Herausgeber, Historiker, sozialer und politischer Aktivist. Im Sarkophag befand sich Blei in seiner Brust sowie Zeitungsartikel vom Tag seiner Bestattung.                                                                                   |        |
| 1893                | Teofil Lenartowicz (1822–1893)      | Ethnograph, Bildhauer, Dichter. Seiner Bestattung war ein Streit über Krakau und Lemberg als Bestattungsort vorausgegangen. Über dem Sarkophag sprach Adam Asnyk. |        |
| 1897                | Adam Asnyk (1838–1897)              | Dichter und Schriftsteller, während des Januaraufstands Mitglied des Nationalen Rates. |        |
| 1902                | Henryk Siemiradzki (1843–1902)      | Maler, Vertreter des Akademismus. Seine Bestattung war besonders stattlich in Dankbarkeit für sein herausragendes Gemälde Pochodnie Nerona, welches zur Gründung der Gemäldesammlung im Staatsmuseum führte.                                                                     |        |
| 1907                | Stanisław Wyspiański (1869–1907)    | Dramaturg, Dichter, Maler, Graphiker, Architekt. |        |
| 1929                | Jacek Malczewski (1854–1929)        | Maler, einer der Hauptvertreter des Symbolismus zur Wende des 19. und 20. Jahrhunderts. |        |
| 1937                | Karol Szymanowski (1882–1937)       | Komponist, Pianist, Pädagoge und Musikkritiker. Sein Herz wurde nach Warschau überführt, wo es beim Warschauer Aufstand verbrannte. |        |
| 1954                | Ludwik Solski (1855–1954)           | Schauspieler, Regisseur, Theaterdirektor. |        |
| 1955                | Tadeusz Banachiewicz (1882–1954)    | Mathematiker, Astronom und Geodät. Auf dem Skałkahügel bestattet ein Jahr nach seinem Tod dank Unterstützung Kazimierz Kordylewskis. |        |
| 2004                | Czesław Miłosz (1911–2004)          | Jurist, Diplomat, Dichter, Prosaiker, Esoteriker, Literaturhistoriker und -übersetzer; Literaturnobelpreisträger (1980). Während der Bestattung wurde ein Brief Papst Johannes Pauls II. verlesen, bei dem er sich an seine letzte Briefkorrespondenz mit dem Dichter erinnerte. |        |